# ハッチンソン・ギルフォード・プロジェリア症候群
ハッチンソン・ギルフォード・プロジェリア症候群（ハッチンソンギルフォードプロジェリアしょうこうぐん、Hutchinson-Gilford Progeria Syndrome （HGPS ） ）は、先天的遺伝子異常を原因とする早老症のひとつ。

## 定義
ジョナサン・ハッチンソンが初めて臨床報告し、その後ヘイスティングス・ギルフォードによりギリシャ語の「早すぎる老化」に由来する「プロジェリア （Progeria）」 を冠して命名された。
一般的には、プロジェリア症候群（プロジェリアしょうこうぐん Progeria Syndrome）ないしプロジェリア（Progeria）の通称で、広く知られている。

## 概念
新生児期ないし幼年期に好発して、全身の老化が異常な速度で進行する早老症疾患である。ウェルナー症候群とともに主要な早老症のひとつとされ、発生頻度が低い症例ではあるものの、人体の老化のメカニズム解明へのカギを持つ症例と目されることが多く、研究対象となることは多い。

## 病因
2003年には本症の原因遺伝子が特定され、患者のヒト1番染色体上にあるラミンA (LMNA) 遺伝子の異常により正常遺伝子と比較して構成塩基が1個入れ替わっており、核膜に異常を来たし、老化の促進を引き起こす最も大きな要因となることが病因であると判明した。
また、かつて本症が知られるようになった当初は、遺伝的な常染色体劣性遺伝による疾患と考えられていたが、疫学上ほとんどの症例は散発的で家族内発症がほとんど認められていないことなどから、現在では根本的な病因として突然変異性の強い染色体異常が疑われ、遺伝様式は明確ではないとされている。ただし、レハナとイクラムのカーン兄弟（インド）のように、兄弟で発症する例も少ないながらも存在する。
本症例では、尿中ヒアルロン酸濃度が正常域の20〜30倍であることが知られているが、ヒアルロン酸は筋肉、皮膚、血管壁の維持に必要なグリコサミノグリカンの代謝物であることから、これらの代謝異常が発症に直接関与する可能性が示唆されている。また、細胞周期を調節するテロメアの活動性の異常や、成長ホルモンの異常が病態に関与する可能性も指摘されている。

## 病態
身長、体重の発育が乏しく、強皮症などの皮膚老化、脱毛、骨格・歯の形成不良をもたらす。
外形的には、頭頂部の大泉門の閉鎖不全を起こし、総じて小人症様となる。頭部が大きく見え、脱毛、皮膚の多皺・萎縮、鼻部の細いカギ鼻化などの症状が現われる。しかし、神経器ならびに脳機能は正常に機能・成長するため、認知症等の症状は出ず、体格の老化進行と正常な精神発達との差が大きい。
症状が進むと、皮膚の老化、高コレステロール血症、動脈硬化の亢進、糖尿病、骨粗鬆症、老年性の白内障、網膜の萎縮、白髪、脱毛、などの早老変性が顕著となる。特に動脈硬化による血管障害の進行が早いため、心機能障害や脳血管障害などの重大な循環器系疾患が極めて発しやすく、平均寿命が著しく低下する。老化の進行は、本症患者の1年間の老化が、健常者の10年間以上に相当するといわれている。

## 疫学
新生児において約400万人に1人、幼児期を通じて約900万人に1人の頻度で発症するとされている。生後6か月〜24か月に好発するとされ、発症の男女比は1.5対1と男児に多い。
発症頻度の97%は白色人種とされてきたが、これは同症の研究が進んだ北米地域における臨床例が多いためとみられ、現在では実際のプロジェリア発症は人種や地域に影響を受けずに存在するとする説が有力である。
本症は重篤な心機能障害や脳血管障害を招きやすく、平均寿命は約13年である。

本症の患者の一人であったアシュリー・ヘギの17歳11ヶ月が現在の最高齢とされている。
現在までに146症例が確認されており、存命中の患者は約40名である。根本的な治療法は現在も見つかっていない。

## 著名な患者
- アシュリー・ヘギ ：カナダアルバータ州
- ザキャリー・ムーア ：米国ミネソタ州
- サム・バーンズ[2]：米国マサチューセッツ州
- 洋洋 ：中国吉林省
- カーン兄弟（レハナとイクラム）：インド

## 本症を取り扱った作品
本症患者は、人格面においては本来人生において活発な成長期・多感な思春期を通じての精神面の萌芽を持ちながら、体格面においては激しい老化を顕して早期に死に至るという悲劇性を持つために、「生」や「人生」に関するテーマを持つ様々なフィクションないしノンフィクションが著されている。
また、テレビの科学番組においても注目を浴びている。

### 映画
- ジャック　1996年　アメリカ　フランシス・フォード・コッポラ監督　ロビン・ウィリアムズ主演

### エッセイ
- アシュリー 〜All About Ashley〜 （アシュリー・ヘギ） 2006年2月14日 扶桑社 ISBN 4594051146

### 小説
- 4TEEN （石田衣良）

### テレビドキュメンタリー番組
- サイエンスミステリー それは運命か奇跡か!?〜DNAが解き明かす人間の真実と愛〜（フジテレビ） - 上記エッセイの著者、アシュリー・ヘギの生き方を追っている。
- 輝く命（III、IV）（テレビ東京） - 病名は同じだが、上記の人物とは違う子を取材している。

### 音楽
- ROCK'A'TRENCH 「Every Sunday Afternoon」 - アシュリーの生きる姿に感動し、書かれた楽曲である。関西のFMラジオ局で絶大な人気を誇り、2008年8月20日にリリースされた。
- 上松美香（日本人の女性アルパ奏者）- 同様に、アシュリーへの讃歌である楽曲「Eternity～悠久～」の入ったアルバム「mika AGEMATSU」を2005年2月23日に発表している。